# Cantonul Toul-Nord
Cantonul Toul-Nord este un canton din arondismentul Toul, departamentul Meurthe-et-Moselle, regiunea Lorena, Franța.

## Comune
- Aingeray
- Boucq
- Bouvron
- Bruley
- Dommartin-lès-Toul
- Écrouves
- Fontenoy-sur-Moselle
- Foug
- Gondreville
- Lagney
- Laneuveville-derrière-Foug
- Lay-Saint-Remy
- Lucey
- Ménil-la-Tour
- Pagney-derrière-Barine
- Sanzey
- Sexey-les-Bois
- Toul (parțial, reședință)
- Trondes